# Peter Stämpfli
Pour les articles homonymes, voir Stämpfli.
Peter Stämpfli (né le 3 juillet 1937 à Deisswil, Suisse) est un peintre suisse de la mouvance du Pop Art et de la Figuration narrative.

## Biographie
Guidé par des parents attentifs, il découvre la peinture par des expositions d'artistes contemporains. De 1954 à 1956, il va à l'École des Beaux-arts de Bienne et fut l'élève de Max Von Mühlenen (artiste peintre, chasseur créateur de vitraux) qui l'aida à se former. En 1958, à la Kunsthalle de Bâle une exposition qui réunit Jackson Pollock, Franz Kline, Mark Rothko… fait découvrir à Peter Stämpfli l'art américain, les tableaux de grande taille et le poussa à s'installer à Paris (1959) au Bateau-Lavoir. En 1961, il se marie et un an plus tard, il déménage rue Notre-Dame-de-Lorette et côtoie d'autres artistes. Il se demande comment introduire la figuration d'une nouvelle manière dans la peinture. Il réalise alors de nombreuses peintures avec des détails d'objets et de gestes issus du quotidien, immortalisés en un instant unique sur un fond blanc et grand qui les monumentalise dans une simplicité étonnante.
En 1963, il expose à la 3e Biennale de Paris et reçoit de bonnes critiques. Il fait sa première exposition personnelle à la City-Galerie de Bruno Bischofberger à Zurich en 1966 puis à Paris à la Galerie Jean Larcade. Il commence à peindre plutôt des détails d'automobile (roues, pneus…). Il se lance dans le dessin et, en 1969, il réalise son premier court-métrage Firebird (16 mm), puis en 1974 il fait son deuxième film Ligne continue (16 mm). En 1981, il réalise un film de montage : Sitges 1900 (16 mm).
Il effectue sa première sculpture monumentale en 1985 : Empreinte de pneu S 155 installée au ras du sol au parc du Petit-Leroy, à Chevilly-Larue en 1989.  
La SEITA commande la même année à plusieurs artistes (Erro, Rancillac…) et à Stämpfli une œuvre originale pour célébrer la Gitane.
Le 10 février 1990, un incendie détruit son atelier qui était situé, comme celui de Rémi Blanchard, dans les entrepôts du quai de Seine le long du bassin de la Villette. Il aménage alors un nouvel atelier en Seine-Saint-Denis. En 1991, l'Abbatiale de Bellelay en Suisse, afin de célébrer son 850e anniversaire organise une exposition d'œuvres récentes de Stämpfli. En 1999, la gare routière de Fribourg ouvre ses portes où Stämpfli a fait Exit: seize panneaux muraux monumentaux.
Peter Stämpfli habite toujours à Paris.
Depuis les premières empreintes de pneus des années 1960, la peinture de Peter Stämpfli a évolué vers l'approfondissement du détail jusqu'à l'aboutissement d'une œuvre proche de l'abstraction géométrique. Arrivé au point ultime de cette recherche, l'artiste a trouvé dans les années récentes avec la sculpture un champ nouveau pour poursuivre la recherche tracée dans le sillon ouvert quarante ans plus tôt avec l'empreinte d'un pneu.

## Expositions après 1966
- 1967 : 9e Biennale de Sao Paulo
- 1968 : "Centro de Artes Visuales del Instituto Torcuato di Tella" à Buenos Aires
- 1969 : exposition personnelle à la Galerie Rive Droite
- 1970 : 35e Biennale de Venise
- 1971 : 7e Biennale de Paris
- 1978 : exposition personnelle de dessins à la Galerie Jean Larcade
- 1979 : exposition personnelle de dessins à la Galerie Maeght de Zurich
- 1980 : exposition personnelle au Centre national d'art et de culture Georges-Pompidou
- 1980 : La Galerie Maeght à Paris, 14 rue de Téhéran, expose des pastels
- 1982 : exposition personnelle de pastels à la Galerie Maeght de Zurich
- 1985 : Biennale de Middelheim à Anvers
- 1989 : exposition à L' Abbaye des Cordeliers à Châteauroux, maquettes de vitraux qui restaureraient la nef
- 1997 : Rétrospective à la Villa Tamaris à la Seyne-sur-Mer
- 1994 : Rétrospective des travaux du peintre à Dole
- 1996 : La Galerie ODA à Barcelone montre peintures, aquarelles et dessins
- 2002 : La Galerie nationale du Jeu de Paume organise une rétrospective de l'œuvre de l'artiste à Paris
- 2013 : Pop Art Design Moderna Museet, Stockholm, Suède
- 2017 : Ligne continue, Galerie Georges-Philippe et Nathalie Vallois, Paris, France

## Œuvres
- En 2010, Peter Stämpfli réalise l'estampe du portfolio créé par Cristel Éditeur d'Art pour le 7e Prix Jacques-Goddet (Trophée Carrefour), prix qui récompense chaque année le meilleur article de la presse francophone publié durant le Tour de France.
- En 2014, Peter Stämpfli réalise l'estampe du portfolio créé par Cristel Éditeur d'Art pour le 3e Prix Denis-Lalanne (Trophée Roland-Garros), prix qui récompense chaque année le meilleur article de la presse francophone publié durant le tournoi de Roland-Garros.

## Fondation
En 2011 a ouvert la Fondation Stämpfli, à Sitges près de Barcelone, sous le patronage de Pere et Anna Maria Stämpfli .
Ce Centre d’art contemporain, créé avec le soutien de la mairie de Sitges et de la Generalitat de Catalogne, accueille une collection constituée par un choix sélectif de l’œuvre de Peter Stämpfli, ainsi que des œuvres d’artistes internationaux : Cueco, Mosset, Rancillac, Raynaud, Sanejouand, Toroni, Villeglé, etc.